# Nathan Milstein
Nathan Milstein, född 13 januari 1904 i Odessa i Kejsardömet Ryssland, död 21 december 1992, var en rysk-amerikansk violinist. 

## Biografi
Milstein debuterade vid 19 års ålder och bosatte sig 1928 i USA. Han gjorde talrika turnéer i USA och Europa. Han var en framstående Bachtolkare och känd också för sina violinarrangemang.